# روبرت مان
روبرت مان (بالإنجليزية: Robert Mann)‏ هو ملحن أمريكي، ولد في 19 يوليو 1920 في بورتلاند في الولايات المتحدة، وتوفي في 2018 في مانهاتن في الولايات المتحدة.

## وصلات خارجية
- روبرت مان على موقع ميوزك برينز (الإنجليزية)
- روبرت مان على موقع أول ميوزيك (الإنجليزية)
- روبرت مان على موقع ديسكوغز (الإنجليزية)